# Carl Szokoll
Carl Szokoll (* 15. Oktober 1915 in Wien; † 25. August 2004 ebenda) war ein österreichischer Widerstandskämpfer, Major der deutschen Wehrmacht und Beteiligter am Attentat vom 20. Juli 1944 auf Adolf Hitler. Nach dem Zweiten Weltkrieg wirkte er als Filmproduzent.

## Leben

### Werdegang als Berufssoldat
Szokolls Vater war während des Ersten Weltkrieges Soldat in der k.u.k. Armee und verblieb danach im Bundesheer der Republik Österreich. Dem Wunsch seines Vaters folgend trat auch Carl Szokoll eine Laufbahn in der Armee an.
Mit dem Anschluss Österreichs an das Deutsche Reich am 12. März 1938 wurde er als Offizier in die deutsche Wehrmacht übernommen. Da seine damalige Lebensgefährtin Christine Kukula teils jüdischer Abstammung war, musste die geplante Hochzeit verschoben werden.
Zu Beginn des Zweiten Weltkrieges war er beim Überfall auf Polen und im Westfeldzug in Frankreich im Einsatz. In einem Gefecht gegen Angehörige des französischen Widerstandes wurde er verwundet und kam danach als Ordonnanzoffizier zum Stellvertretenden Generalkommando des XVII. Armeekorps in Wien.

### Beteiligung an Operation Walküre
In der folgenden Zeit gelangte er zu der Überzeugung, dass ein baldiges Ende des Krieges nur durch den Sturz Adolf Hitlers möglich sein würde.
Von Robert Bernardis, damals Oberstleutnant im Generalstab der Wehrmacht, wurde er in die Planungen für ein Attentat auf Hitler eingeweiht. Das Attentat vom 20. Juli 1944, bei dem er Claus Graf Schenk von Stauffenbergs Verbindungsmann in Wien war, scheiterte. Szokoll blieb unerkannt, da er die „Walküre-Befehle“ nicht selbständig, sondern auf Anweisung des Stabschefs im Wiener Wehrkreis-Kommando, Heinrich Kodré übermittelt hatte, wodurch er selbst völlig unverdächtig war und ihm keine Mitwisserschaft nachgewiesen werden konnte. Kurz darauf wurde Szokoll nach Kroatien versetzt und kehrte dann wieder nach Wien zurück.

### Operation Radetzky – Der Retter Wiens
Als die Rote Armee sich Ende März 1945 Wien näherte, nahm am 2. April eine Widerstandsgruppe von österreichischen Angehörigen der Wehrmacht innerhalb des Wehrkreiskommandos XVII unter der Leitung Szokolls Kontakt mit der Führung der Roten Armee auf. Ziel dieser „Operation Radetzky“ genannten Initiative war es, die sowjetischen Truppen bei der Befreiung der Stadt zu unterstützen und größere Zerstörungen in der Stadt (Hitlers „Nerobefehl“) zu verhindern.
Oberfeldwebel Ferdinand Käs und Obergefreiter Johann Reif übergaben dem Oberkommando der 3. Ukrainischen Front unter Marschall Fjodor Tolbuchin bei dem Treffen in Hochwolkersdorf Stärkemeldungen der Verteidiger und des Widerstandes und machten Vorschläge für das weitere operative Vorgehen. Drei Tage später, am 6. April, begann der Angriff der sowjetischen Armee auf Wien. Die Operation Radetzky kam dabei allerdings nur ansatzweise zur Umsetzung, da sie verraten und die daran beteiligten Offiziere Major Karl Biedermann, Hauptmann Alfred Huth und Oberleutnant Rudolf Raschke verhaftet wurden. Szokoll wurde gewarnt, konnte der Verhaftung entgehen und floh zum Kommandoposten der 9. Gardearmee in Purkersdorf, wo er die Sowjets vom Scheitern der Operation unterrichtete. Er wurde vorübergehend unter dem Verdacht, ein Spion der USA zu sein, verhaftet, aber nach wenigen Tagen wieder freigelassen.

### Nach dem Krieg

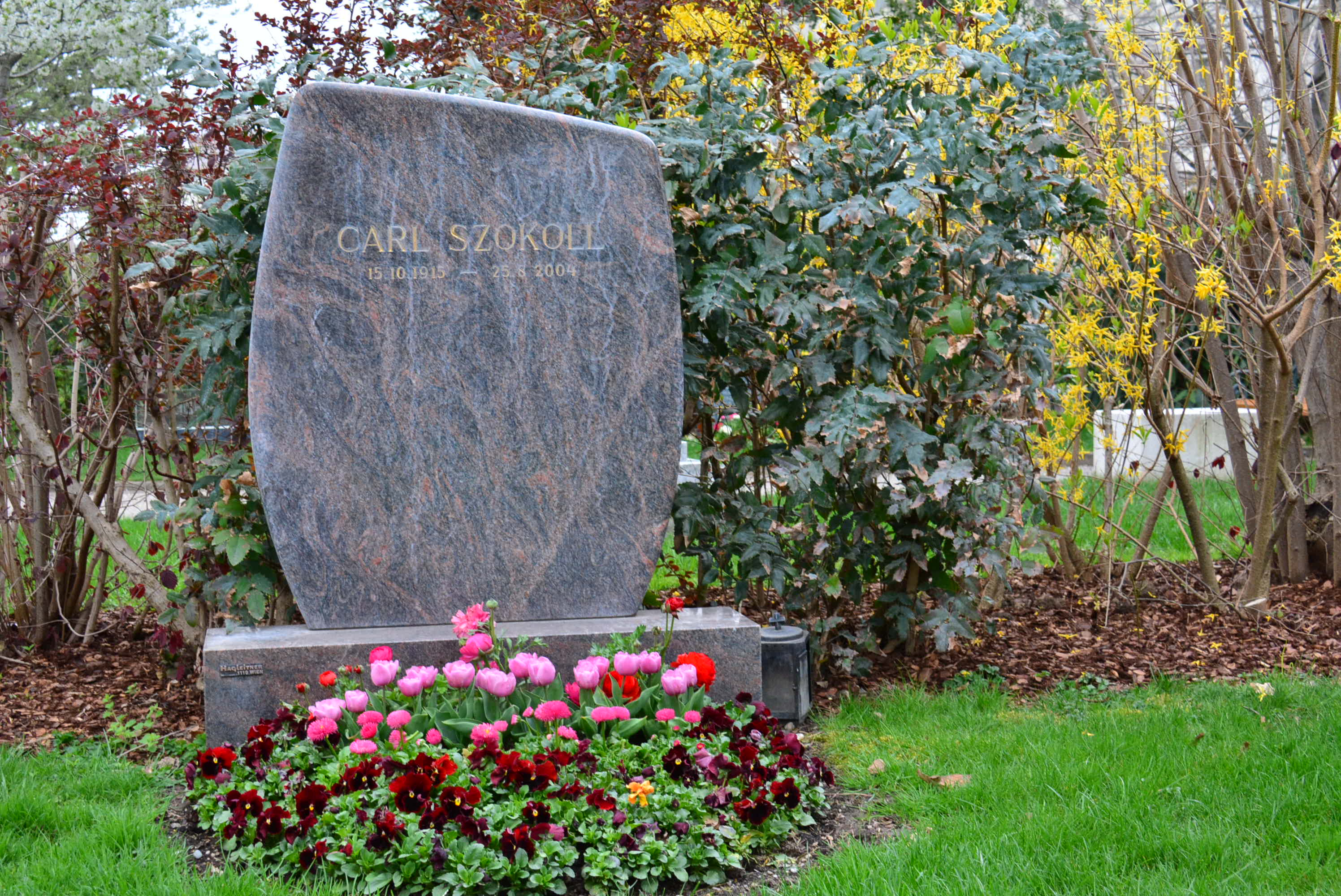
Zentralfriedhof Wien – Grab Carl Szokolls (2016)

Nach dem Ende des Krieges heirateten Carl Szokoll und Christine Kukula im Jahr 1946. Er war in der Folge Verleger und begann 1949 als Produktionsleiter bei der Helios-Film, später arbeitete er auch für die Schönbrunn-Film und Cosmopol-Film. In dieser Funktion war er an Produktionen wie den Kriegsfilmen Die letzte Brücke und Der letzte Akt beteiligt. 1958 ging er als Geschäftsführer der Tele München nach Deutschland.
1961 gründete Szokoll seine eigene Produktionsfirma „Neue Delta“ und arbeitete in den folgenden Jahren erfolgreich mit Regisseur Franz Antel zusammen, mit dem er zahlreiche Filmkomödien schuf. Von ihm stammt auch das Konzept zu Antels Filmreihe Der Bockerer.
Er starb am 25. August 2004 im Krankenhaus Lainz.

## Ehrungen
Szokoll wurde unter anderem mit dem Großen Silbernen Ehrenzeichen für Verdienste um die Republik Österreich (1985) und mit dem Ehrenring der Stadt Wien (1995) ausgezeichnet.
Am 2. Juni 2003 wurde ihm die Bürgerurkunde der Stadt Wien verliehen (siehe Liste der Bürger ehrenhalber der Stadt Wien).
Nach seinem Tod am 25. August 2004 wurde er in einem Ehrengrab auf dem Wiener Zentralfriedhof (Gruppe 33 G, Nummer 33) beigesetzt. Im Jahr 2008 wurde in Wien-Alsergrund (9. Bezirk) der Carl-Szokoll-Platz nach ihm benannt.
An seinem ersten Todestag, dem 25. August 2005, wurde der Innenhof des österreichischen Verteidigungsministeriums in „Carl-Szokoll-Hof“ benannt – Eine Gedenktafel sowie eine „Gewissens-Skulptur“ von Richard Agreiter erinnern an den Widerstandskämpfer.
Am 29. September 2009 wurde in Wiener Neustadt ein Park gegenüber der Militärakademie nach ihm benannt. Dabei enthüllte der amtierende Bundespräsident Heinz Fischer ein Denkmal zu Ehren des ehemaligen Majors.
Im Juli 2024 wurde beim Wirtschaftsministerium am Stubenring eine Gedenktafel enthüllt.

## Werke
- Der gebrochene Eid. Europa-Verlag, Wien 1985, ISBN 3-203-50929-6.
- Der Bockerer II: Österreich ist frei. Verlag der Apfel, Wien 1997, ISBN 3-85450-128-5.
- Die Rettung Wiens 1945. Mein Leben, mein Anteil an der Verschwörung gegen Hitler und an der Befreiung Österreichs. Amalthea-Verlag, Wien 2001, ISBN 3-85002-472-5.

## Zitate
„Weder bin ich ein Heiliger noch ein Prophet – ein Verräter, haben manche gesagt, andere ein Held …“

## Filmografie
- 1949: Mein Freund Leopold (Mein Freund, der nicht nein sagen kann)
- 1950: Der keusche Adam
- 1950: Jetzt schlägt’s 13 (Es schlägt 13)
- 1950: Der Teufel führt Regie
- 1951: Das unmögliche Mädchen (Fräulein Bimbi)
- 1952: Abenteuer in Wien
- 1953: Die letzte Brücke
- 1955: Der letzte Akt
- 1957: Der Graf von Luxemburg
- 1959: Raubfischer in Hellas
- 1960: Schlagerparade 1960
- 1960: Das Rätsel der grünen Spinne
- 1960: Schlußakkord
- 1961: Schlagerparade 1961
- 1961: Vor Jungfrauen wird gewarnt
- 1961: Im schwarzen Rößl
- 1962: Ohne Krimi geht die Mimi nie ins Bett
- 1962: … und ewig knallen die Räuber
- 1963: Volles Herz und leere Taschen (… e la donna creò l’uomo)
- 1963: Maskenball bei Scotland Yard
- 1963: Einer frißt den anderen
- 1964: Die große Kür
- 1964: Liebesgrüße aus Tirol
- 1965: Ruf der Wälder
- 1965: Das Vermächtnis des Inka
- 1966: 00Sex am Wolfgangsee
- 1967: Die Wirtin von der Lahn
- 1968: Frau Wirtin hat auch einen Grafen
- 1968: Otto ist auf Frauen scharf
- 1969: Warum hab’ ich bloß 2x ja gesagt?
- 1969: Liebe durch die Hintertür
- 1969: Frau Wirtin bläst auch gern Trompete
- 1970: Frau Wirtin treibt es jetzt noch toller
- 1971: Einer spinnt immer
- 1971: Mein Vater, der Affe und ich
- 1971: Sie nannten ihn Krambambuli
- 1972: Außer Rand und Band am Wolfgangsee
- 1972: Die lustigen Vier von der Tankstelle
- 1973: Frau Wirtins tolle Töchterlein
- 1973: Das Wandern ist Herrn Müllers Lust
- 1974: Wenn Mädchen zum Manöver blasen
- 1975: Ab morgen sind wir reich und ehrlich
- 1975: Lockruf des Goldes (TV)
- 1977: Casanova & Co.
- 1986: Johann Strauß – Der König ohne Krone (nur Drehbuchmitarbeit)
- 1992: Operation Radetzky: Widerstand gegen Hitler (TV-Dokumentation)

## Film
- 1992: Operation Radetzky: Widerstand gegen Hitler mit Ulrich Reinthaller als Carl Szokoll
- 2024: zeit.geschichte: Carl Szokoll – Kronzeuge des Hitler Attentats, 44 Minuten, ORF III, Regie: Ernst Pohn, Lilian Wassermair[6][7]